# Coryphantha delicata
Coryphantha delicata är en kaktusväxtart som beskrevs av L. Bremer. Coryphantha delicata ingår i släktet Coryphantha, och familjen kaktusväxter. Inga underarter finns listade i Catalogue of Life.

## Bildgalleri

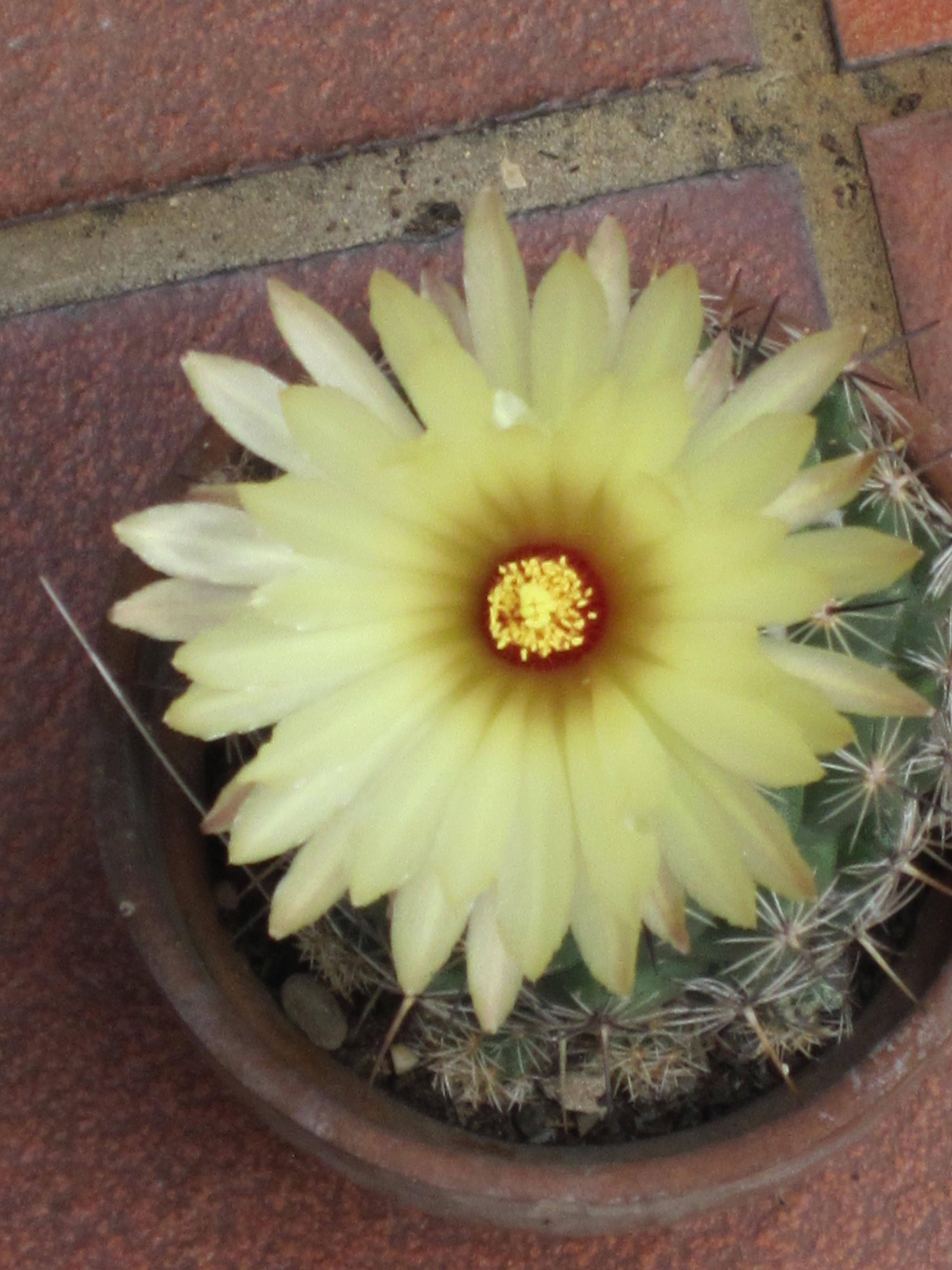
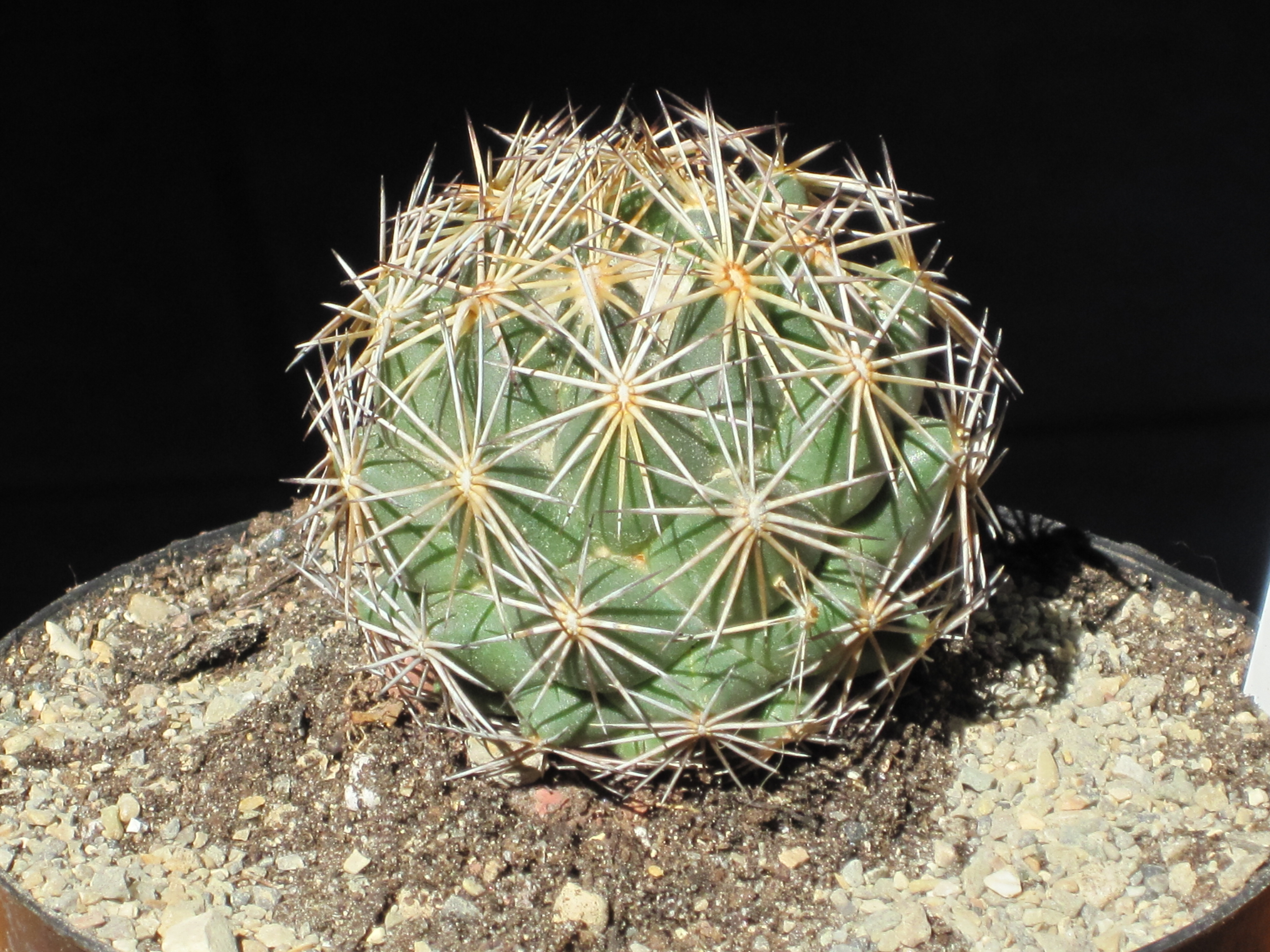
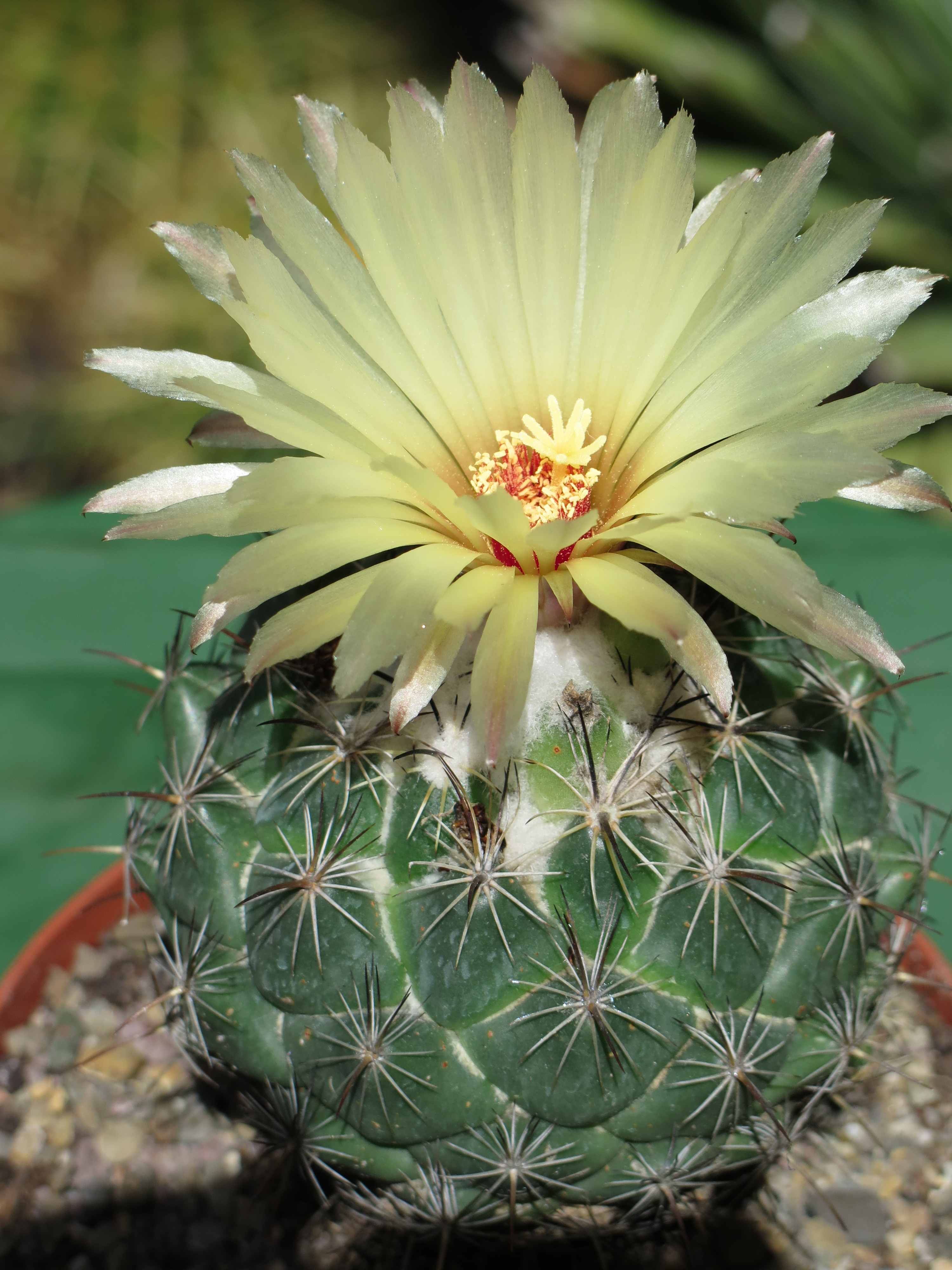
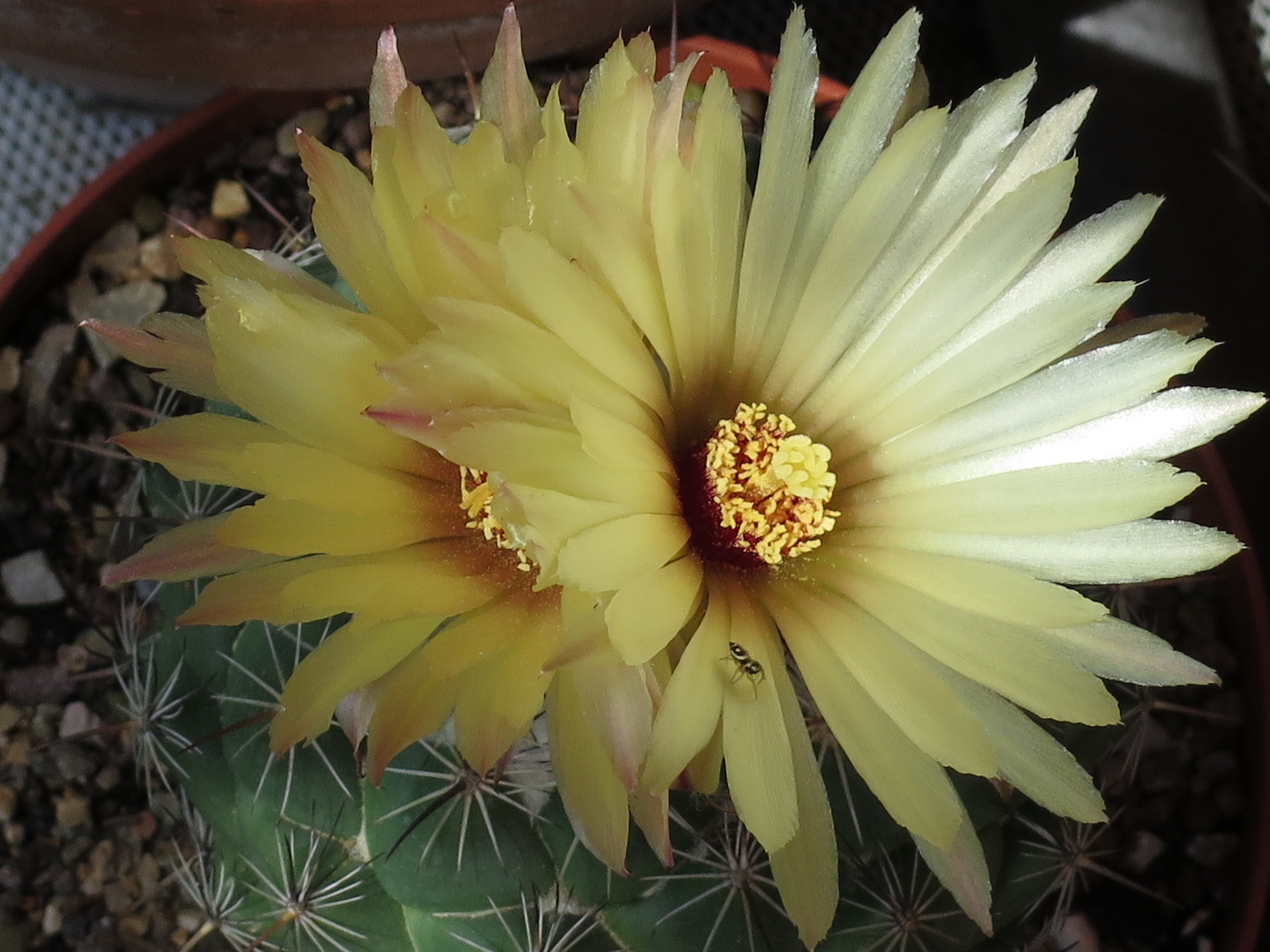
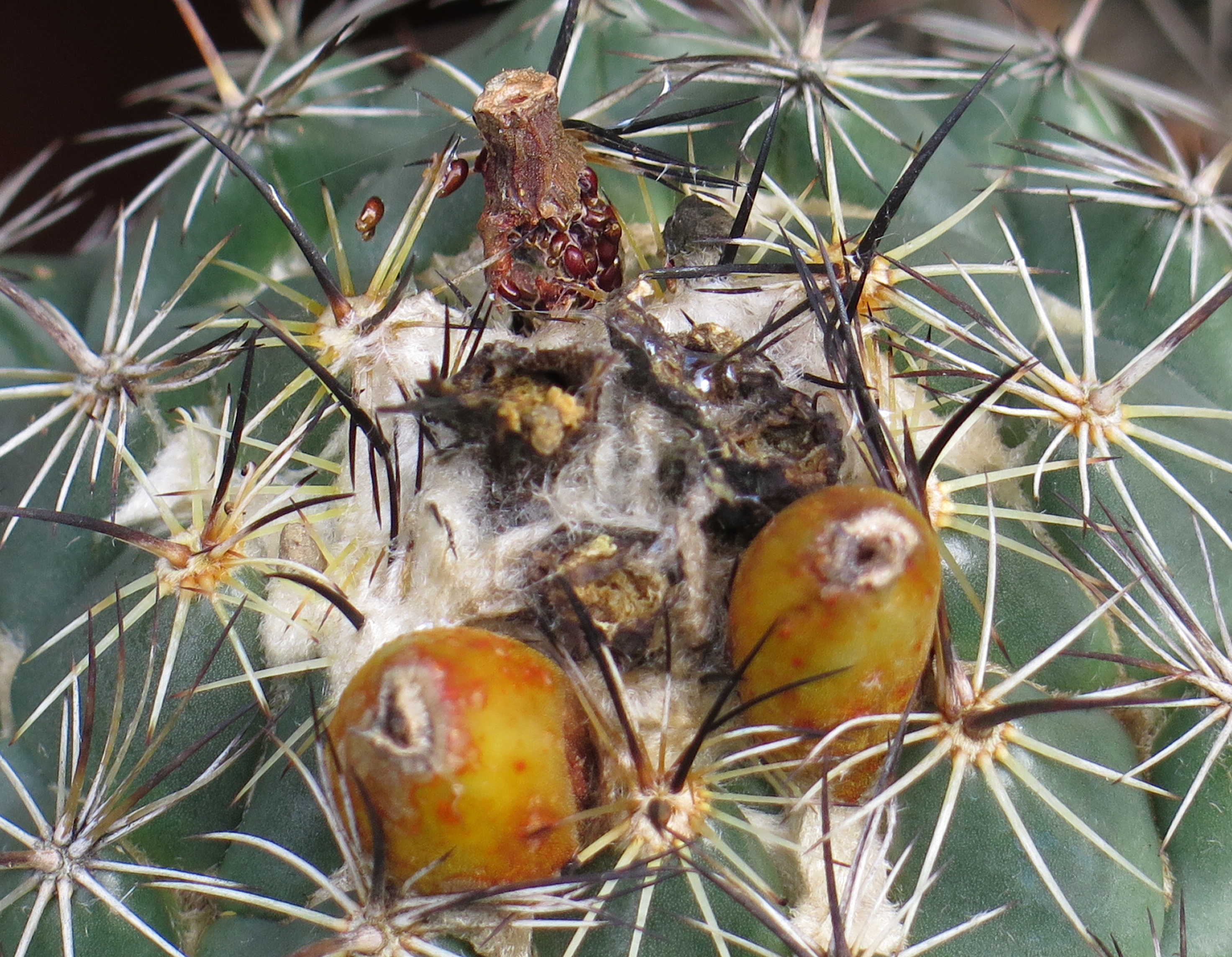